# Toquí de Bolívia
El toquí de Bolívia (Atlapetes rufinucha) és un ocell de la família dels passerèl·lids (Passerellidae).

## Descripció i ecologia
Ocell de cua llarga i semblant a un pardal que es troba present al sotabosc del bosc montà humit mig i superior del vessant oriental dels Andes al centre i nord de Bolívia. Té la cara i les parts superiors de color gris fosc, amb les parts inferiors groguenques fosques i una capçada vermellosa. Es distingeix d'altres toquís per la combinació entre el ventre groc i la corona vermella, similar al toquí de corona rogenca (Arremon castaneiceps) però de colors més brillants i l'esquena de color groc oliva. S'alimenta a prop del sòl en boscos de muntanya i matolls dins d'una àmplia gamma d'elevacions.
Es desplaça en parelles o en grups familiars, sovint s'uneix a grups mixtes. És distintiu en el seu rang de distribució.

## Hàbitat i distribució
És endèmic de Bolívia. Habita la selva pluvial i vegetació secundària de les muntanyes de centre i oest d'aquest país. També es troba en clarianes de bosc, a sotabosc dens de bosc secundàri degradat i bosc nan, rarament en bosc humit de Polylepis. A la zona nord pot veure's reemplaçat pel toquí caranegre (Atlapetes melanolaemus) amb qui pot hibridar-se localment i al sud pel toquí de cap ardent (Atlapetes fulviceps).

## Alimentació
S'alimenta de llavors i artròpodes. Empassa pedres petites per facilitar la digestió.

## Taxonomia
Es reconeixen dues subespècies:
- A. r. rufinucha (d'Orbigny & Lafresnaye, 1837) localitzat a l'oest de Bolívia.
- A. r. carrikeri (Bond & Meyer de Schauensee, 1939) centre de Bolívia.